# جيما أتكينسون
جيما أتكينسون لويز (بالإنجليزية: Gemma Atkinson)‏(من مواليد 16 نوفمبر 1984 في بوري، ومانشستر الكبرى) هي ممثلة إنجليزية وشخصية تلفزيونية شهيرة وموديل ملابس داخلية.

## الحياة الشخصية
كانت تدرس في مدرسة كاستليبروك قبل أن تصبح موديل

## أعمالها
| عام  | عنوان                     | دور              | ملاحظة |
| ---- | ------------------------- | ---------------- | ------ |
| 2009 | Boogie Woogie ‏            | Charlotte Bailey |        |
| 2010 | Baseline                  | Karen            |        |
| 2010 | 13Hrs                     | Emily            |        |
| 2010 | The Sweet Shop            | Katie Powell     |        |
| 2011 | How to Stop Being a Loser | Hannah           |        |
| 2012 | Airborne                  | Harriet          |        |
| 2012 | Night Wolf                | Emily            |        |

| عام       | عنوان                                 | دور          | ملاحظة               |
| --------- | ------------------------------------- | ------------ | -------------------- |
| 2001–2005 | هوليوكس                               | Lisa Hunter  | 631 episodes         |
| 2004      | Hollyoaks: After Hours                | Lisa Hunter  | 5 episodes           |
| 2005      | Hollyoaks: Let Loose                  | Lisa Hunter  | 13 episodes          |
| 2006      | Hollyoaks: In the City                | Lisa Hunter  | 20 episodes          |
| 2007      | I'm a Celebrity, Get Me Out of Here! ‏ | Herself      | Contestant 5th place |
| 2009      | ذا بيل                                | Ria Crossley | 1 episode            |
| 2010      | Waterloo Road ‏                        | Mandy        | 1 episode            |
| 2011      | الخسائر (مسلسل تلفزيوني)              | Tamzin Bayle | 10 episodes          |

| عام  | عنوان                                     | دور                    | ملاحظة |
| ---- | ----------------------------------------- | ---------------------- | ------ |
| 2008 | كوماند أند كنكر: ريد أليرت 3              | كوماند أند كنكر        |        |
| 2009 | Command & Conquer: Red Alert 3 - Uprising | Lieutenant Eva McKenna |        |

## حياتها الشخصية
في البداية بدأت تواعد كريستيانو رونالدو , وثم خطبت من لاعب كرة القدم الإنجليزي السابق ماركوس بينت , وثم بدأت علاقة مع مدربها في الفنون القتالية لايم ريتشاردس وانفصلا في 2013 وثم بدأت تواعد لاعب الرغبي السابق أولي فوستر.

## روابط خارجية
- جيما أتكينسون على موقع IMDb (الإنجليزية)
- جيما أتكينسون على موقع ألو سيني (الفرنسية)
- جيما أتكينسون على موقع أول موفي (الإنجليزية)
- جيما أتكينسون على موقع إن إن دي بي (الإنجليزية)
- جيما أتكينسون على موقع قاعدة بيانات الفيلم (الإنجليزية)
- جيما أتكينسون على موقع كينوبويسك (الروسية)